# Yokosuka MXY8
Yokosuka MXY8 «Akigusa» (яп. 秋草, «Акігаса» - «Осіння трава») — проєкт навчального планера Імперського флоту Японії періоду Другої світової війни.

## Історія створення
Під час розробки реактивного перехоплювача Mitsubishi J8M Імперський флот Японії дав завдання 1-му арсеналу флоту в Йокосуці розробити планер аналогічної конструкції, щоб оцінити керованість майбутнього перехоплювача, а також використовувати його для підготовки пілотів.
Перший дослідний планер був готовий у грудні 1944 року. У перший політ він піднявся на буксирі за Kyushu K10W. Випробування показали, що незважаючи на незвичну конструкцію, планер має хорошу керованість. В авіаційному інституті флоту в Маеда розпочалось виробництво варіанту MXY8 з баками для водяного баласту, який імітував повну заправку перехоплювача. Цей планер, який отримав назву Ku-13, призначався для підготовки стройових льотчиків.
Всього було випущено близько 50-60 таких планерів.
Також флотом розроблявся варант з малим реактивним двигуном, який отримав позначення MXY9, але жодної машини побудовано не було.

## Тактико-технічні характеристики

### Технічні характеристики
- Екіпаж: 1 чоловік
- Довжина: 6,05 м
- Висота: 2,70 м
- Розмах крил: 9,50 м
- Площа крил: 17,73 м²